# Alvania cosmia
Alvania cosmia är en snäckart som beskrevs av Bartsch 1911. Alvania cosmia ingår i släktet Alvania och familjen Rissoidae. Inga underarter finns listade i Catalogue of Life.